# Informe mundial sobre propiedad intelectual
El Informe mundial sobre la propiedad intelectual es una publicación analítica bienal elaborada por la Organización Mundial de la Propiedad Intelectual, un organismo especializado de las Naciones Unidas. En cada informe se examina un tema diferente, prestando especial atención a las tendencias observadas en un ámbito concreto de la propiedad intelectual y la innovación. El informe se basa en análisis macroeconómicos e incluye estudios de caso para examinar el papel de la propiedad intelectual y otros activos intangibles en la economía mundial.
Las versiones digitales están disponibles en acceso abierto.

## Historia
El informe se publicó por primera vez en 2011 bajo la dirección de Francis Gurry con el objetivo de aportar pruebas empíricas del papel de la innovación en las economías de todos los Estados miembros de las Naciones Unidas. Desde entonces, ha sido elaborado y coordinado por la División de Economía y Estadística de la OMPI, dirigida por el Carsten Fink.

## Temas
Cada Informe mundial sobre la propiedad intelectual abarca un tema relacionado con la propiedad intelectual y la innovación. El informe se basa en documentos de referencia encargados a economistas especializados. En el informe se suele analizar estudios de caso, el panorama de la innovación y de la política industrial, y tendencias de PI.

### 2024 - Diseñar políticas de innovación para el desarrollo
Diseñar políticas de innovación para el desarrollo fue publicado el 2 de mayo de 2024. Analiza la intersección entre innovación humana, diversificación económica y políticas industriales. También, propone como conclusión que el desarrollo de las capacidades de innovación a nivel local son la clave del crecimiento sostenible de los países.
A diferencia de ediciones anteriores, este número ofrece un nuevo marco metodológico y tres casos de estudio sobre tecnología agrícola, motocicletas y videojuegos. 
Principales colaboradores: Ricardo Hausmann (Escuela de Gobierno John F. Kennedy, Universidad de Harvard), Muhammed A. Yildirim, Christian Chacua, Matte Hartog y Shreyas Gadgin Matha, Gregory D. Graf, Paolo Aversa (King's College de Londres), Hakan Özalp (Amsterdam Business School).

### 2022 - La dirección de la innovación

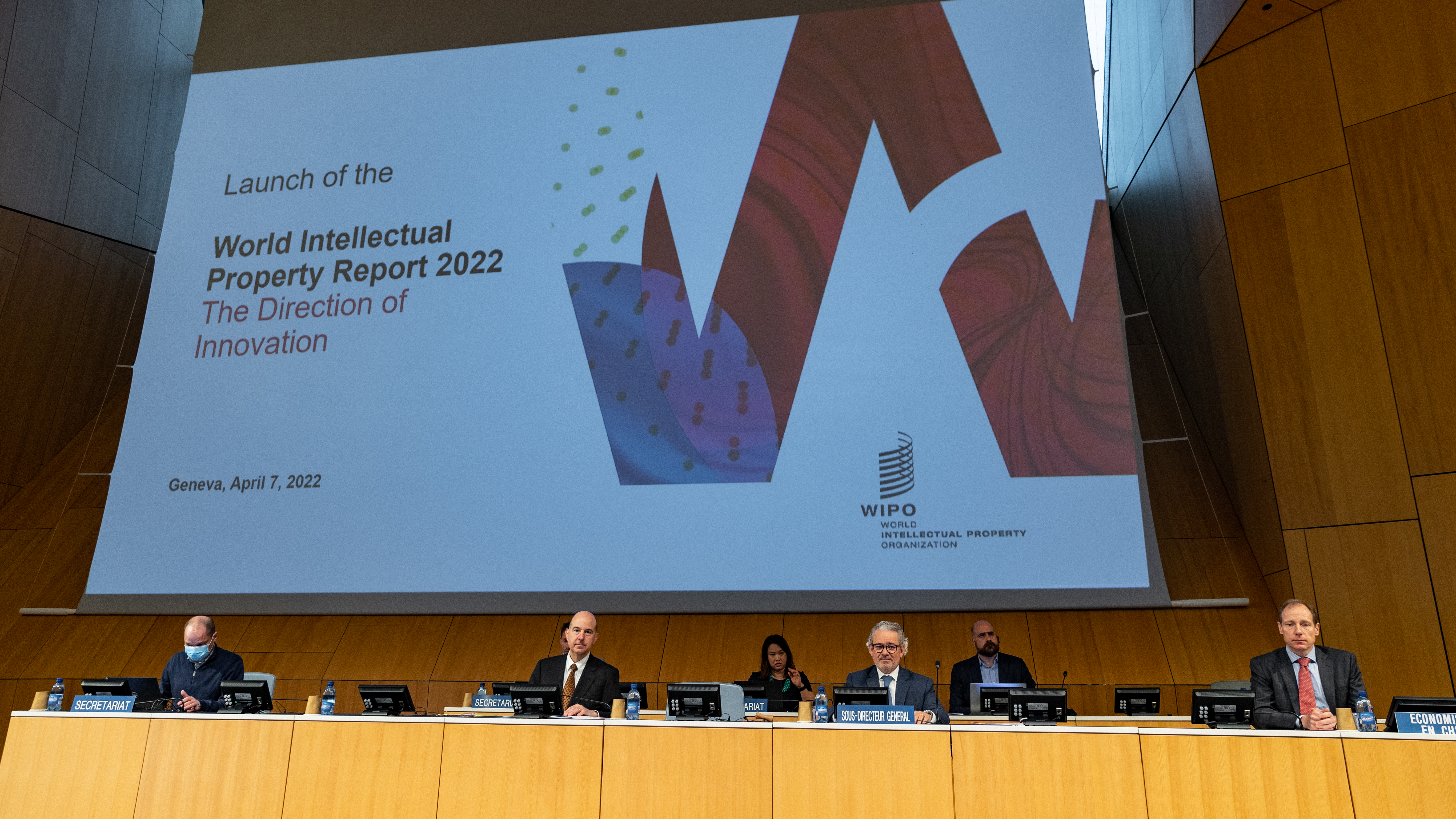
Acto de presentación de la edición de 2022 del Informe mundial sobre la propiedad intelectual. El acto de presentación, que tuvo lugar tanto físicamente en la sede de la OMPI en Ginebra como en línea, incluyó una presentación de las principales conclusiones del informe y una mesa redonda sobre el tema "¿Nos hallamos en una encrucijada de cambios radicales en la dirección de la innovación?" y un debate abierto al público.

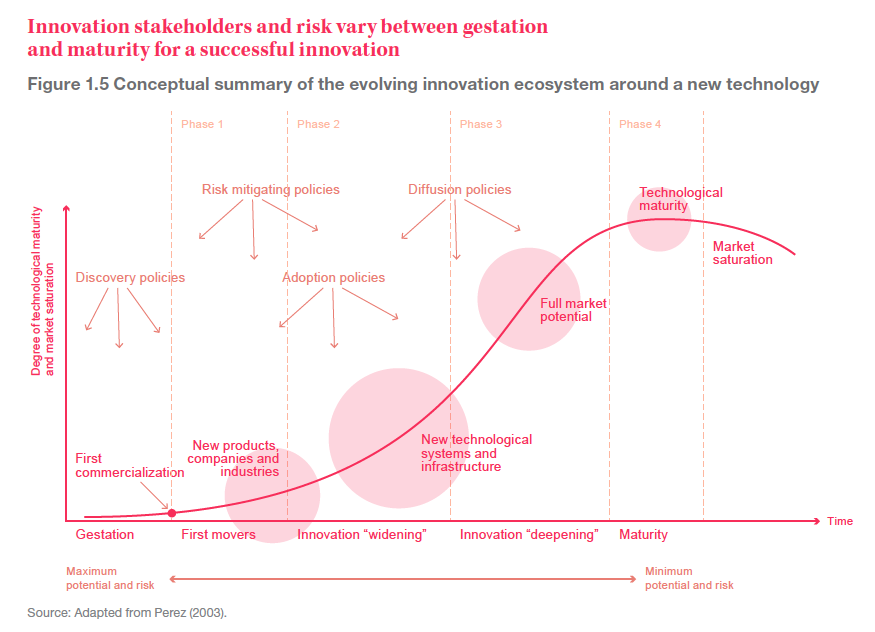
Resumen conceptual de la evolución del ecosistema de innovación en torno a una nueva tecnología; edición de 2022 del informe.

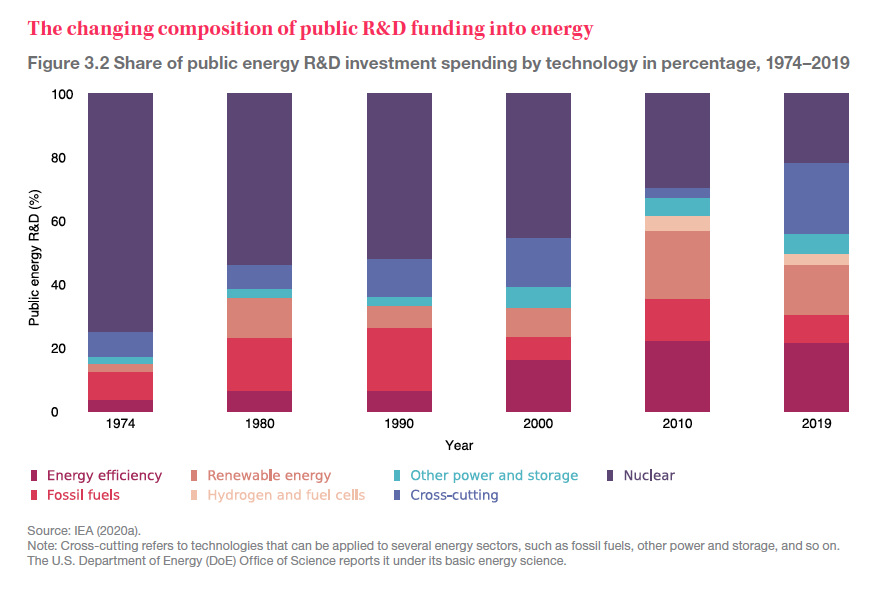
Cambios en la composición de la financiación pública de I+D en energía; edición de 2022 del informe.

La edición La dirección de la innovación  se publicó el 7 de abril de 2022. Se centra en el papel que desempeña la innovación a la hora de crear oportunidades de crecimiento y soluciones a desafíos mundiales como el cambio climático y las pandemias.
En el capítulo 1 se estudian los principales elementos conceptuales que rigen la dirección de la innovación, como, por ejemplo, qué agentes la determinan, cuáles son los factores económicos que intervienen y de qué modo la política puede ayudar a definir esa dirección. En el capítulo 2 se examinan esos conceptos desde la perspectiva de estudios de casos históricos relativos a la innovación en la Segunda Guerra Mundial, el surgimiento de la industria espacial y el auge del sector de la tecnología y la innovación en Asia. En el capítulo 3 se prevén las maneras en las que la innovación puede responder a tres grandes desafíos concretos, a saber, crear tecnologías limpias para contener el calentamiento global, aplicar las lecciones extraídas de la crisis de COVID-19 y lidiar con las nuevas tecnologías digitales de utilidad general.
Principales colaboradores: Xiaolan Fu (Universidad de Oxford), Henry Hertzfeld (Universidad George Washington), Bhaven Sampat (Universidad de Columbia), Keun Lee (Universidad Nacional de Seúl), Joëlle Noailly (Instituto Universitario de Altos Estudios Internacionales y Desarrollo), Manuel Trajtenberg (Universidad de Tel Aviv), Richard Nelson (Universidad de Columbia)

### 2019 - La geografía de la innovación: núcleos locales, redes mundiales
La edición La geografía de la innovación. Núcleos locales, redes mundiales se publicó el 12 de noviembre de 2019. En ella se documenta cómo ha evolucionado la geografía de la innovación en las últimas décadas. El análisis macroeconómico de tendencias mundiales se complementa con dos estudios de caso sobre sectores tecnológicos que evolucionan con rapidez: los vehículos autónomos y la biotecnología agrícola.
En el informe se constata que la innovación se ha convertido en un fenómeno en el que prima la colaboración. A principios de la década de 2000, el 64 % de las publicaciones científicas era obra de equipos de científicos y el 54 % de las patentes se debía a equipos de inventores. Antes de llegar a la segunda mitad de la década de 2010, esas cifras habían aumentado hasta alcanzar casi el 88 % y el 68 % respectivamente.De acuerdo con el informe, la colaboración también ha adquirido un carácter más internacional. El porcentaje de colaboraciones científicas en las que participan dos o más investigadores radicados en distintos países creció a aproximadamente el 25 % en 2017. En cuanto a las patentes, el porcentaje de invenciones creadas en colaboración a nivel internacional aumentó al 11 % hasta 2009, pero ha disminuido ligeramente desde entonces, debido en parte al rápido crecimiento de las colaboraciones nacionales en algunos países. La mayor parte de la actividad de colaboración a escala internacional tiene lugar entre los principales focos de innovación metropolitanos. Los diez focos más grandes (San Francisco-San José, Nueva York, Fráncfort, Tokio, Boston, Shanghái, Londres, Beijing, Bangalore y París) abarcan el 26 % de las invenciones creadas en colaboración a nivel internacional. Los focos de innovación estadounidenses destacan por ser los núcleos más conectados del mundo.Principales colaboradores: Riccardo Crescenzi (Escuela de Economía y Ciencias Políticas de Londres), Ernest Miguelez (Universidad de Burdeos), Kristin Dziczek (Center for Automotive Research), Gregory Graff (Universidad Estatal de Colorado).

### 2017 - El capital intangible en las cadenas globales de valor
La edición Capital intangible en las cadenas globales de valor  se publicó el 20 de noviembre de 2017. En el informe se examina el papel esencial de activos intangibles como la tecnología, el diseño y el desarrollo de marcas en la fabricación internacional de productos. El análisis macroeconómico se complementa con estudios de caso de las cadenas de valor mundiales de tres productos (el café, las células fotovoltaicas y los teléfonos inteligentes), con el objetivo de ofrecer una visión esclarecedora de la importancia de la propiedad intelectual y otros activos intangibles en la producción moderna.
En el informe se concluye que el capital intangible constituyó, por término promedio, el 30,4 % del valor total de los productos manufacturados vendidos a lo largo del período 2000-2014. Además, el porcentaje del capital intangible aumentó del 27,8 % en 2000 al 31,9 % en 2007, pero ha permanecido estable desde entonces. Globalmente, los ingresos procedentes de activos intangibles aumentaron en un 75 % de 2000 a 2014 en cifras reales, y ascendieron a 5,9 billones de dólares estadounidenses en 2014. Por último, tres grupos de productos, los productos alimenticios, los vehículos de motor y los textiles, generaron cerca del 50 % de los ingresos totales producidos por el capital intangible en las cadenas globales de valor de productos manufacturados.
Principales colaboradores: Wen Chen (Universidad de Groninga), Tony Clayton (Imperial College London), Tom Neubig (Tax Sage Network), Dylan Rassier (Oficina de Análisis Económico de Estados Unidos), Luis F. Samper (4.0 Brands) y Daniele Giovannucci (Committee on Sustainability Assessment), Maria Carvalho (Escuela de Economía de Londres), Matthieu Glachant (Escuela Nacional Superior de Minas de París), Jason Dedrick (Universidad de Siracusa) y Ken Kraemer (Universidad de California en Irvine).

### 2015 - La innovación revolucionaria y el crecimiento económico
La edición La innovación revolucionaria y el crecimiento económico se publicó el 11 de noviembre de 2015. En ella se analiza cómo las extraordinarias innovaciones revolucionarias de los últimos 300 años han influido en casi todos los aspectos de la actividad humana y han transformado las economías del mundo. Además, se presenta la contribución de tres innovaciones revolucionarias históricas —el avión, los antibióticos y los semiconductores— al fomento de nuevas actividades comerciales. Asimismo, se examinan otras tres tecnologías actuales que podrían llegar a ser revolucionarias: la impresión en 3D, la nanotecnología y la robótica. El informe concluye analizando las perspectivas de futuro del crecimiento impulsado por la innovación.
Principales colaboradores: David Mowery (Universidad de California en Berkeley), Lutz Budrass (Universidad de Bochum), Bhaven Sampat (Universidad de Columbia), Thomas Hoeren (Universidad de Münster), Stefan Bechtold (Escuela Politécnica Federal de Zúrich), Lisa Ouellette (Universidad de Stanford) y C. Andrew Keisner (Davis & Gilbert LLP).

### 2013 - Reputación e imagen en el mercado global
La edición Reputación e imagen en el mercado global se publicó el 14 de noviembre de 2013. En el informe se examina la función que desempeñan las marcas en el mercado mundial actual. El informe analiza cómo han evolucionado en la historia reciente las prácticas relativas al desarrollo y uso de las marcas, de qué manera esas prácticas difieren según los países, los entretelones del mercado de las marcas y las enseñanzas que se desprenden de la investigación económica y pueden servir para las políticas en materia de marcas, así como la influencia de las estrategias de desarrollo de marcas en las actividades de innovación de las empresas.
Principales colaboradores: Sören Petersen, Marcus Höpperger, Atif Ansar, Carol Corrado, Emmanuelle Fortune, Carl Benedikt Frey, Georg von Graevenitz, Janet Hao, Christian Helmers, Laurence Joly, Benjamin Mitra-Kahn, Sridhar Moorthy, Amanda Myers y Philipp Schautschick. (OMPI)

### 2011 - Los nuevos parámetros de la innovación
La edición Los nuevos parámetros de la innovación se publicó el 14 de noviembre de 2011. En dicho informe se exponen las principales tendencias observadas en el ámbito de la innovación —y ello incluye el carácter del proceso de innovación, cada vez más abierto, internacional y basado en la colaboración—, las causas del aumento en la demanda de derechos de PI, y la importancia cada vez mayor de los mercados de tecnología.
Principales colaboradores: Josh Lerner y Eric Lin (Escuela de Negocios Harvard), Suma Athreye, José Miguel Benavente, Daniel Goya, Ove Granstand, Keun Lee, Sadao Nagaoka, Jerry Thursby, Marie Thursby, Yong Yang y María Pluvia Zúñiga (OMPI).

## Datos y metodología
El Informe mundial sobre la propiedad intelectual se sirve de la Base de datos estadísticos de la OMPI, que cuenta con un gran acervo de información sobre patentes, modelos de utilidad, marcas, diseños industriales, microorganismos, obtenciones vegetales, indicaciones geográficas y economía creativa.
Los datos sobre familias de patentes y tecnología se extraen de la Base de datos estadísticos de la OMPI y de la base de datos PATSTAT de la Oficina Europea de Patentes (OEP). Los datos sobre el producto interno bruto, la clasificación de los grupos de ingresos y las poblaciones proceden de la base de datos sobre los Indicadores del Desarrollo Mundial del Banco Mundial. Las regiones geográficas son las definidas por las Naciones Unidas.